# Personas por el Trato Ético de los Animales
Personas por el Trato Ético de los Animales  (PETA; estilizado como PeTA) (People for the Ethical Treatment of Animals en inglés) es una organización por los derechos de los animales. Con base en los Estados Unidos, y con tres millones de miembros y partidarios, PETA es el mayor grupo por los derechos de los animales en el mundo.
Fundada en 1980 y con base en Norfolk, Virginia, la organización es una corporación sin ánimo de lucro con 187 empleados, financiada casi exclusivamente por sus miembros. Fuera de los Estados Unidos., tiene oficinas afiliadas en Canadá, Francia, Alemania, India, Italia, los Países Bajos, España, Sudáfrica, República de China (Taiwán), y el Reino Unido. También tiene el peta2 Street Team (Equipo de Calle) para activistas de instituto y edad colegial y la Foundation to Support Animal Protection, que maneja los activos de PETA. Su presidenta internacional es Ingrid Newkirk.
El eslogan de PETA es «los animales no son nuestros para comer, vestir, experimentar o usar para entretenimiento». La organización se centra en cuatro cuestiones básicas: granjas factoría, granjas peleteras, experimentación con animales y el uso de animales como entretenimiento. También realiza campañas contra la pesca, el matar animales calificados de plaga, el abuso de los perros de patio trasero encadenados, las pelea de gallos, la tauromaquia y el consumo de carne. 	
Su objetivo es informar al público de su posición a través de anuncios publicitarios, investigaciones encubiertas, rescate de animales, y grupos de presión.
La organización ha sido criticada por algunas de sus campañas y por el número de animales a los que ha practicado la eutanasia. También fue criticada en 2005 por el senador de Oklahoma Jim Inhofe, que argumentó que PETA actuaba como portavoz para el Frente de Liberación de la Tierra y el Frente de Liberación Animal, después que activistas asociados con esos grupos cometieran lo que Inhofe llamó «actos de terrorismo».

## Perfil
PETA es una organización por los derechos de los animales, lo que quiere decir, que además de centrarse en el bienestar animal y cuestiones relativas a la protección de estos, rechaza la idea de los animales como propiedad, y se opone a todas las formas de especismo, los ensayos con animales, el consumo de productos de origen animal, las granjas factoría, así como el uso de animales como entretenimiento o vestimenta, adorno o decoración.

PETA cree que los animales... son capaces de sufrir y tienen interés en dirigir sus propias vidas; así mismo, no son nuestros para usarlos como comida, vestimenta, entretenimiento, experimentación o cualquier otra razón.
 People for the Ethical Treatment of Animals

La página de la organización afirma: "PETA cree que los animales tienen derechos y merecen tener sus mayores intereses en consideración, independientemente de lo útiles que sean para los humanos. Como tú, ellos son capaces de sufrir y tienen interés en dirigir sus propias vidas; así mismo, ellos no son nuestros para usarlos —como comida, vestimenta, entretenimiento, experimentación, o por cualquier otra razón—".

### Puntos medulares
Teóricamente, la filosofía de PETA es que "Los animales no son para comerlos, para vestirnos con su piel, para experimentar con ellos ni para servirnos de entretenimiento". En apoyo de esa posición, la organización se centra principalmente en estos puntos: 
1. La cría intensiva de animales de granja,
2. La vivisección o los experimentos con animales. 
3. La cría de animales para obtener su piel y los animales utilizados en espectáculos (circos, etc). 100m
4. El exterminio de animales considerados una plaga, los maltratos y las peleas hacia o entre animales.
5. El trato eutanásico a los animales siendo tratados iguales como seres humanos. 
La organización trabaja en la enseñanza pública, lleva a cabo investigaciones clandestinas y ejerce de grupo de presión ante el gobierno. También acepta animales, incluidos los perros y gatos callejeros, y los que entrega a PETA sus propietarios, para posteriormente ser sacrificados.

### Historia

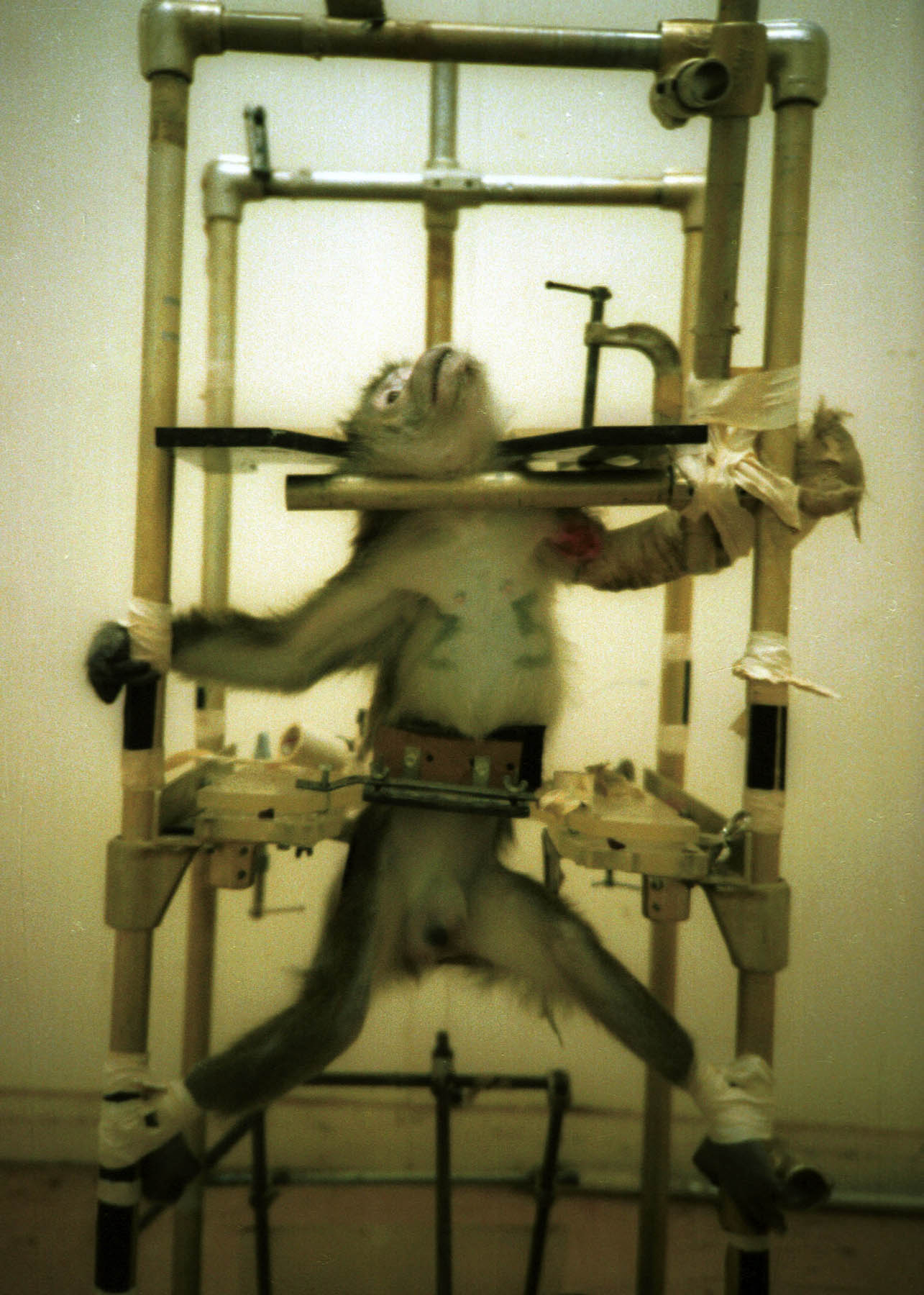
Imágenes como esta de los monos de Silver Spring se volvieron icónicas, después que PETA las distribuyera ampliamente con el subtítulo "Esto es la vivisección. No dejes que otra persona te diga otra cosa.

Fundada en 1980, PETA captó la atención pública en 1981 durante lo que fue conocido como el caso de los "Monos de Silver Spring". Alex Pacheco, un estudiante graduado de la Universidad George Washington, dirigió una investigación encubierta en el verano de 1981 dentro de un laboratorio de investigación con primates en el Instituto de Investigación del Comportamiento, en Silver Spring, Maryland. El investigador, el doctor Edward Taub había cortado el ganglio espinal que soporta los nervios de los dedos de los monos, sus manos, brazos y piernas, en un proceso llamado desaferenciación, de modo que no pudieran sentirlos; con algunos, desaferenció su columna espinal entera. A continuación, utilizaba con moderación descargas eléctricas, y provocando la retención de agua y alimentos para obligar a los monos a usar las partes desaferentadas de sus cuerpos. El objetivo de la investigación era determinar si los monos pueden ser obligados a utilizar las extremidades, y si esto tenía un efecto sobre la estructura de sus cerebros. La investigación condujo, en parte, al desarrollo del concepto de plasticidad neuronal y a una nueva terapia física para las víctimas de accidente llamado limitación inducida por terapia de movimiento.
Por la noche se produjo la visita al laboratorio y se tomaron fotografías que mostraban que los monos estaban viviendo en pésimas condiciones, de acuerdo con la revista del Instituto de Investigación Animal ILAR Journal. Las pruebas fueron entregadas a la policía, que allanó el laboratorio y detuvo a Taub, que fue declarado culpable de seis cargos de crueldad animal, la primera condena en el país de un investigador científico, aunque más tarde fue revocada en apelación.
La consiguiente publicidad, y la batalla por la custodia de algunos de los monos, duró diez años, provocando una modificación de la Ley de Bienestar Animal en 1985 para garantizar que los investigadores no causen un sufrimiento innecesario a los animales de laboratorio, convirtiéndose en el primer caso de ensayos con animales que se discutió ante el Tribunal Supremo de Estados Unidos. La custodia de los animales le fue rechazada a PETA.
Los exámenes de los veterinarios encontraron que los animales estaban sufriendo, expertos junto con el SPCA de Luisiana, recomendó que los animales fueran sacrificados. PETA y otros grupos de los derechos de los animales rogaron en favor de la vida de los animales, sosteniendo que su condición no justificaba la eutanasia.

## Campañas y personalidades que las apoyan
En sus campañas en los países de habla hispana acostumbran a trabajar junto con AnimaNaturalis. 

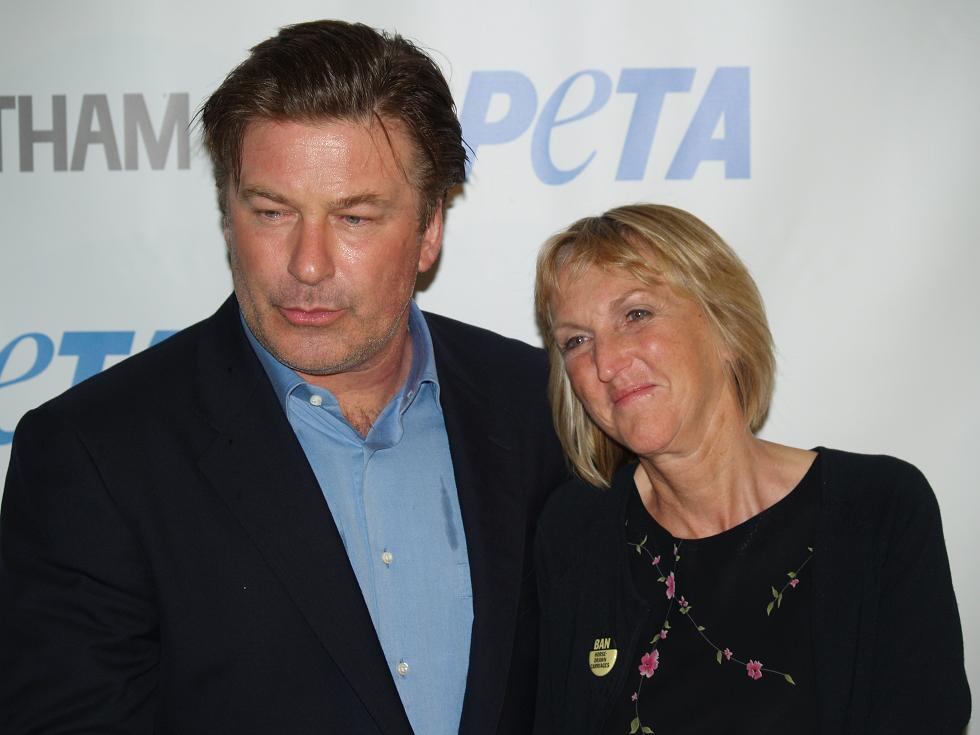
Alec Baldwin con la presidenta y cofundadora Ingrid Newkirk, en el evento de PETA del productor Donny Moss en la ciudad de Nueva York.

Juntos protagonizan cada año manifestaciones con desnudos en Barcelona y en Pamplona, en Sanfermines. Recientemente, presentaron campañas con la cantante española Alaska y con la actriz argentina Marcela Kloosterboer.
Muchas celebridades a nivel internacional han mostrado apoyo a PETA y han colaborado en sus campañas. Algunas de las personas que han apoyado sus campañas son :
- Alba Flores, actriz española.[28]
- Anti-Flag, grupo de punk rock
- Anthony Kiedis, cantante del grupo Red Hot Chili Peppers
- Alissa White-Gluz, vocalista del grupo Arch Enemy
- Morrissey, cantante y compositor
- Alaska, cantante.
- Taraji P. Henson, actriz
- Christian Serratos, actriz, cantante y bailarina
- Natalie Portman, actriz
- Sophie Ellis-Bextor, cantante, actriz y modelo[29]
- Pamela Anderson, modelo y actriz[30]
- Shirley Manson, vocalista de la banda Garbage
- Patricia de León, actriz
- Leona Lewis, cantante
- Lady Linda McCartney, intérprete musical, compositora, activista en favor de los derechos de los animales y fotógrafa[31]
- Sir Paul McCartney, músico multi-instrumentista, empresario, cantante, compositor, productor musical y activista pro-derechos de los animales
- Joanna Krupa, modelo y actriz
- Chester Bennington, cantante de Linkin Park, banda californiana
- River Phoenix, actor, músico, compositor y activista ambiental
- Joaquin Phoenix, actor y activista a favor de los derechos de los animales
- Emily Deschanel, actriz
- P!NK, cantante
- Miley Cyrus, actriz y cantante
- Steve Buscemi, actor
- Mark "Barney" Greenway, cantante de la banda inglesa Napalm Death
- Oliver Sykes, cantante de la banda británica Bring Me the Horizon
- Gabriela Spanic, actriz venezolana.
- Naomi Campbell, modelo
- Shilpa Shetty, actriz y modelo
- Christy Turlington, modelo
- Frank Iero, músico estadounidense, fue guitarrista de la banda My Chemical Romance y vocalista de la banda LeATHERMØUTH
- Alicia Silverstone, actriz y exmodelo[32]
- Holly Madison, modelo
- Yvonne Strahovski actriz y modelo australiana
- Rise Against, banda de Hardcore Punk[33][34]
- Andrew Hurley, baterista de la banda de rock alternativo Fall Out Boy
- Alec Baldwin, actor
- Chrissie Hynde, vocalista de la banda  Pretenders
- Tim McIlrath, vocalista y guitarrista de la banda Rise Against
- Robert Enke, futbolista
- Lena Headey, actriz
- Thomas Dekker, actor
- Daniel Bryan, luchador profesional que trabaja para la WWE.
- Bill Kaulitz y Tom Kaulitz, vocalista y guitarrista de la banda Tokio Hotel
- The Agonist, grupo canadiense de metal.
- Khloé Kardashian, Socialité, empresaria, presentadora
- Martin Kent, actor y mimo
- Kellan Lutz, actor
- Kim Basinger, actriz
- Bring Me the Horizon, banda inglesa de Post-Hardcore
- Silverstein, banda de post hardcore canadiense[35]
- Gabe Saporta de la banda Cobra Starship
- Dianna Agron actriz y cantante
- Daniella Monet actriz
- Lea Michele actriz y cantante
- Tears of Magdalena grupo de pop & rock sinfónico de cantante y compositor Magdalena Lee
- Tarja Turunen cantante lírica de metal sinfónico
- Paul Allender, guitarrista de la banda Cradle of Filth
- Lea Michele cantante y actriz.
- One direction banda inglesa
- Marco Antonio Regil presentador de tv y actor[36]

## Política sobre la eutanasia
PETA es contraria al movimiento de no sacrificio y utiliza la eutanasia con la mayoría de los animales que reciben. Recomienda la eutanasia para ciertas razas de perro como los pitbull terrier, y en ciertas ocasiones para animales no deseados en los refugios, por ejemplo para esos que viven durante largos periodos en jaulas hacinadas. Ingrid Newkirk dijo: "Nuestro servicio es proveer una muerte pacífica y sin dolor a los animales que nadie quiere". PETA recomienda el uso de una inyección intravenosa de pentobarbital sódico administrada por un profesional preparado.
Antes de fundar PETA, Newkirk fue jefa de control de enfermedades animales y director del refugio para animales en el Distrito de Columbia. Newkirk dijo que quedó impresionada por la manera en que los animales eran tratados en el refugio, y por los métodos utilizados para eutanasiarles. Le dijo a Michael Specter de The New Yorker: «Iba a la oficina todo el tiempo y debía decir "John está pateando los perros y poniéndolos en congeladores". O bien debía decir, "Están aplastando los animales, pisándolos como uvas, y no les importan". Al final, tenía que ir a trabajar más temprano, antes que nadie llegase, y debía matar a los animales yo misma. Porque no podía dejar que pasaran por eso. He debido matar un millar de ellos, a veces docenas cada día. Alguna de esa gente debía encontrar placer en hacerles sufrir. Conduciendo hacia casa cada noche, solo podía llorar pensando en ello. Y justo como me sentía, hasta mis huesos, eso no podía estar bien».
PETA afirma ocuparse de colonias de gatos cimarrones con enfermedades como la inmunodeficiencia felina y la leucemia felina, perros callejeros, montones de cachorros infectados de parvovirus, perros cimarrones, y así no sería realista y compasivo operar con una política de no sacrificio. Newkirk dijo: "Es un asunto totalmente podrido, pero a veces la única opción compasiva para algunos animales es ponerlos a dormir para siempre".
Según el Departamento de Agricultura de Virginia y Servicios al Consumidor, PETA eutanasió 1946 animales de compañía (de 228 376 animales de los que se habían renunciado o fueron recogidos como cimarones) en el estado de Virginia en 2005.[89] Durante el mismo año, 126 797 animales (de un total de 228
 376 de los que se habían renunciado o fueron recogidos como cimarones) fueron eutanasiados en los refugios de animales de Virginia. La columnista del San Francisco Chronicle Debra J. Saunders reportó que, según PETA, "En 2003, PETA eutanasió sobre el 85 por ciento de los animales que tomó, encontrando hogares adoptivos solo para el 14 %". Según otras cifras tomadas por el Departamento de Agricultura de Virginia y Servicios al Consumidor en el año 2006, menos de un 2 % fueron reubicados o dados en adopción, sobre una base de 9637 animales recogidos. La mayor parte de estos animales (6575) les fueron devueltos a sus dueños originales.
En 1999, PETA tomó 2103 animales, de los cuales a 798 se les encontró nuevos hogares, fueron reclamados por sus dueños o transferidos a otras instalaciones, mientras que los que quedan fueron eutanasiados. Durante los años 2004 y 2005, PETA tomó 20 258, de los cuales 15 438 fueron reclamados por su dueño. 4224 fueron eutanasiados, mientras que a 507 se les adoptó. En el editorial del San Francisco Chronicle, Debra Saunder afirma que, en 1991, después de rescatar 18 conejos y 14 gallos de una instalación de investigación, PETA los eutanasió porque decían no tener sitio en su santuario de animales. Esto fue cuestionado por críticos teniendo en cuenta la facturación de PETA de dicho año, que fue de más de seis millones de dólares. El congresista Vin Weber, fundador del Caucus del Congreso de Bienestar Animal dijo que estaba preocupado por lo que vio como una aparente falta de sinceridad por parte de PETA en su oposición a la eutanasia de los monos de Silver Spring - la solicitud de PETA de custodia de los monos para evitar su eutanasia ha sido rechazada por la Corte Suprema de Justicia - mientras que al mismo tiempo eutanasiaron otros animales ellos mismos.
La Humane Society of the United States estima que entre tres y cuatro millones de perros y gatos son eutanasiados anualmente en los Estados Unidos por una falta de hogares. PETA y otros grupos de protección animal culpan a la gente que no esteriliza a sus animales y a la gente que compra animales de criaderos en lugar de adoptarlos de refugios, por causar esta crisis de superpoblación.

## Críticas, controversias y denuncias
PETA ha sido objeto de innumerables críticas por el cómo se da a conocer tanto en el internet como en sus movimientos públicos y campañas propagandísticas, ha sido burlado, ironizado, atacado e incluso cuestionado de ser considerado un centro de refugio de animales.

### Presencia en redes sociales
PETA, utilizando redes sociales (como Twitter), se ha dado la libertad de atacar, ironizar, conspirar y difamar a muchas figuras públicas, personas comunes, celebridades, influencers, organizaciones e incluso grandes compañías de videojuegos como Nintendo, siendo su principal objeto de crítica. Además de publicar noticias falsas de ciencia sin base alguna ni reconocimiento por la comunidad científica, tocando temas del autismo, malformaciones en órganos sexuales en infantes, y la pandemia del COVID-19; alegando que la principal causa de estos son la leche de vaca, la carne de pollo, y la alimentación a base de carnes en general, respectivamente.

### Videojuegos
PETA ha creado (sin licencia) una variedad de videojuegos de temática sangrienta y satírica parodiando a los juegos de compañías como Nintendo; tales como Pokémon, Super Mario Bros., Super Smash Bros., y Animal Crossing; ya que estos en si tienen un grado ligero de violencia relacionado con animales ficticios (a excepción del último nombrado que tiene presencia nula de violencia, con lo que PETA no está de acuerdo con éste, es la posibilidad de poder pescar). Los juegos son prácticamente un ataque indirecto a las compañías de videojuegos que demuestren violencia en animales y a grandes empresas privadas de comida (como McDonald's y Burger King) con menús que incluyan carne.
Inclusive, los juegos contienen enlaces a vídeos de violencia explícita en animales que pueden ser muy dañinos psicológicamente en infantes que los reproduzcan.
PETA había solicitado en 2021 a Nintendo y su directiva, que uno de los personajes originales de los juegos de PETA «Not a Nugget» (en español, No un Nugget) un pollo que recurrentemente aparece en juegos de PETA parodiando y satirizando la saga de Super Mario Bros, fuese incluido en el juego Super Smash Bros Ultimate; el tema había empezando cuando en redes sociales PeTA había publicado un video falso sobre el cual se exponía que el personaje animalista llegaría a dicho juego. Posteriormente, PeTA tomó la decisión de hacerle una petición a Nintendo y Masahiro Sakurai de incluir al personaje oficialmente, además de hacer una recolección de firmas para sus seguidores quienes apoyasen la idea; sin embargo, dichas peticiones fueron completamente ignoradas por la compañía de videojuegos, mientras que los usuarios de internet ironizaban el cómo PETA constantemente juzga a Nintendo mientras pide ser incluido en uno de sus juegos.

### Propaganda políticamente cuestionable
Muchos carteles propagandísticos de PETA llevan en si, violencia explícita en animales, mensajes con noticias falsas e imágenes eróticas de mujeres (vestidas, semidesnudas o prácticamente desnudas) con textos; y gracias a estos, PETA ha sido tildado de sexista, poco ético y moral, y de políticas cuestionables.
PETA además usó en sus campañas (movimientos o propagandas audiovisuales) a menores de edad; destacando uno de estos, el vídeo donde irónicamente les piden a unos menores que se preparen un alimento, dejándoles una gallina y un cuchillo, explicando de forma explícita el cómo deben matarlo tal cual como los productores lo iban a hacer, sin embargo, no se llevó a cabo ya que uno de los infantes mostraba angustia al saber lo que pasaría, lo cual puede dejar traumas a largo plazo en los menores.

### Manifestaciones con poca vestimenta
PETA también ha llevado a cabo muchas movilizaciones, principalmente frente a establecimientos de comida como McDonald's y Burger King, por vender alimentos con carne de animal, también se manifiestan por su rechazo al uso de ropa de origen animal; en muchas de sus movilizaciones, los manifestantes están semidesnudos, retratándose en si mismos como animales muertos y ensangrentados con carteles, y en ocasiones, desnudos bajo el uso del body painting.

### Eutanasia en PETA
Una de las críticas más fuertes hacia la organización, es sobre el sacrificio de animales (principalmente perros) bajo las instalaciones de PETA, el cual llega a ser en un promedio de 83 %, en comparación a otros refugios de animales regulares, cuyo promedio es de 40 %; estas denuncias son realizadas principalmente por una organización denominada PETA Kills Animals (en español, PETA Mata Animales), la cual se encarga de exponer presuntos actos de maltrato animal y sacrificios de animales por parte de PETA.

### Lenguaje ofensivo según PETA
Según PETA, expresiones como «Agarrar al toro por los cuernos» y «Matar a dos pájaros de un tiro» es un lenguaje ofensivo hacia los animales y que refleja el maltrato animal, y sugiere cambiar estas expresiones a unas sin violencia. También ha mencionado que las personas no deben llamar a los animales que coexisten con ellas «mascotas» ya que según ellos, los animales son seres vivos, y por ende, no pueden ser tratados como propiedad. Así mismo como otras palabras que PETA pide censurar, han sido las palabras «rata» para los ladrones, «gallina» para las personas cobardes y «cerdo» para las personas sucias, debido a que PETA reprocha fuertemente el especismo (según la DLE, «creencia según la cual el ser humano es superior al resto de los animales, y por ello puede utilizarlos en beneficio propio») y sugirió que entre las palabras a «reemplazar» fuera la palabra «gallina» (chicken, en inglés) por la palabra «cobarde» (coward, en inglés); curiosamente, la palabra coward tiene procedencia francesa, y a su vez latina, de la palabra cauda (cola, en español), lo que en español tendría significado como «con la cola entre las patas» haciendo alusión a cuando un perro tiene miedo.
A raíz de esto, usuarios de internet se han burlado de PETA por sus declaraciones, causando una gran cantidad de memes y burlas.